# Supercopa de España de Baloncesto 2004
La Supercopa de España de Baloncesto 2004 fue la 1.ª edición del torneo desde que está organizada por la ACB y la 5.ª desde su fundación. Se disputó en el Martín Carpena de Málaga entre el 25 y el 26 de septiembre de 2004.

## Equipos participantes
| Equipo         | Clasificación              | Participación |
| -------------- | -------------------------- | ------------- |
| Unicaja        | Anfitrión                  | 1.º           |
| F.C. Barcelona | Campeón de la Liga ACB     | 2.º           |
| TAU Cerámica   | Campeón de la Copa del Rey | 1.º           |
| Real Madrid    | Subcampeón de la Copa ULEB | 4.º           |

## Semifinales
| 25 de septiembre de 2004 | TAU Cerámica | 75–76   | Real Madrid |                                  |  |
|                          |              |         |             |                                  |  |
|                          |              | Reporte |             | Pabellón: Martín Carpena, Málaga |  |

| 25 de septiembre de 2004 | Unicaja | 62–70   | F.C. Barcelona |                                  |  |
|                          |         |         |                |                                  |  |
|                          |         | Reporte |                | Pabellón: Martín Carpena, Málaga |  |

## Tercer puesto
| 26 de septiembre de 2004 | Unicaja | 70–56   | TAU Cerámica |                                  |  |
|                          |         |         |              |                                  |  |
|                          |         | Reporte |              | Pabellón: Martín Carpena, Málaga |  |

## Final
| 26 de septiembre de 2004 | Real Madrid | 75–76   | F.C. Barcelona |                                  |  |
|                          |             |         |                |                                  |  |
|                          |             | Reporte |                | Pabellón: Martín Carpena, Málaga |  |